# Hebenstretia hamulosa
Hebenstretia hamulosa är en flenörtsväxtart som beskrevs av Ernst Meyer. Hebenstretia hamulosa ingår i släktet gatörter, och familjen flenörtsväxter. Inga underarter finns listade i Catalogue of Life.